# Јабланац
Јабланац је насељено мјесто у саставу града Сења у Личко-сењској жупанији, Република Хрватска.

## Географија
Налази се око 42 км јужно од Сења.

## Становништво
Насеље је на попису становништва из 2011. године имало 83 становника.

## Попис1991.
На попису становништва 1991. године, Јабланац је имао 158 становника, сљедећег националног састава:
| Попис 1991.‍ | Попис 1991.‍ | Попис 1991.‍ | Попис 1991.‍ | Попис 1991.‍ |
| ----------- | ----------- | ----------- | ----------- | ----------- |
|             |             |             |             |             |
| Хрвати      | Хрвати      |             | 150         | 94,94%      |
| Југословени | Југословени |             | 3           | 1,90%       |
| Срби        | Срби        |             | 2           | 1,26%       |
| остали      | остали      |             | 3           | 1,90%       |
| укупно: 158 |             |             |             |             |